# Mobile marketing
Mobile Marketing è un termine che si identifica il marketing diretto ai telefonini, ai palmari e (raramente) ai Notebook.
Un'altra definizione è tratta dalla Andreas Kaplan, professore di Marketing, che definisce il mobile marketing come "qualsiasi attività di marketing svolta attraverso una rete onnipresente in cui i consumatori sono costantemente collegati con un dispositivo mobile personale". All'interno di questa definizione, Kaplan utilizza due variabili, il livello di consapevolezza dei consumatori e della comunicazione trigger per distinguere tra i quattro tipi di applicazioni di mobile marketing: gli stranieri, Vittima, groupies, e utenti.
Con la crescente popolarità della telefonia mobile, il mobile marketing potrebbe imporsi come uno dei metodi di marketing diretto più efficaci e ad alta crescita. Il termine Mobile Marketing è diventato abbastanza popolare fin dalla nascita dei servizi SMS (Short Message Service) agli inizi degli anni 2000 in Europa ed in alcune parti dell'Asia quando alcune aziende hanno iniziato a raccogliere i numeri dei telefonini e ad inviare contenuti promozionali (dall'utente richiesti o non richiesti).
Il Mobile Marketing via SMS, dopo aver ricevuto l'attenzione dei media, è stato limitato in molte parti d'Europa in quanto visto come una nuova forma di pubblicità non voluta che ha sollevato le proteste dei consumatori.
Ciononostante, nel 2006, il Mobile Marketing via SMS è ancora la branca più diffusa dell'industria del mobile marketing con centinaia di milioni di SMS inviati ogni mese nella sola Europa.

## Quali sono i principali tipi di Mobile Marketing?
Il mobile marketing si può anche dividere in:
1. App Marketing - Implicando l'uso di un'applicazione mobile per la comunicazione con la propria utenza.
2. Social Media Marketing - Implicando l'uso di una comunicazione sia organica che a pagamento sulle varie piattaforme Social (Facebook, Instagram, Twitter, Snapchat, TikTok).
3. Marketing di Prossimità (Proximity Marketing) - Implicando l'utilizzo della prossimità fisica e temporale per la comunicazione solitamente in-app con l'audience di riferimento.
4. Mobile Search Ads - Implicando l'utilizzo di piattaforme Search, come Google o Apple, per mostrare le proprie inserzioni pubblicitarie o app mobile.

## Marketing via SMS
Il marketing tramite SMS (Short Message Service) è diventato sempre più popolare all'inizio degli anni 2000 in Europa e in alcune parti dell'Asia, quando le aziende hanno iniziato a raccogliere numeri di cellulare e inviare contenuti desiderati (o indesiderati). In media, i messaggi SMS hanno un tasso di apertura del 98% e vengono letti entro 3 minuti, il che lo rende molto efficace nel raggiungere rapidamente i destinatari.
Negli ultimi anni l'SMS marketing è diventato un canale pubblicitario legittimo in alcune parti del mondo. Questo perché, a differenza della posta elettronica su Internet pubblico, i gestori che controllano le proprie reti hanno stabilito linee guida e migliori pratiche per il settore dei media mobili (inclusa la pubblicità mobile). Lo IAB (Interactive Advertising Bureau) e la Mobile Marketing Association(MMA), inoltre, hanno stabilito linee guida e stanno evangelizzando l'uso del canale mobile per i professionisti del marketing. Sebbene ciò sia stato fruttuoso nelle regioni sviluppate come il Nord America, l'Europa occidentale e alcuni altri paesi, i messaggi di SPAM mobile (SMS inviati agli abbonati mobili senza un legittimo ed esplicito consenso da parte dell'abbonato) rimangono un problema in molte altre parti del mondo, in parte a causa dei vettori che vendono i loro database membri a terzi. In India, tuttavia, gli sforzi del governo per creare il National Do Not Call Registry hanno aiutato gli utenti di cellulari a bloccare gli annunci SMS inviando un semplice SMS o chiamando il 1909.
Gli approcci di marketing mobile tramite SMS si sono espansi rapidamente in Europa e in Asia come un nuovo canale per raggiungere il consumatore. Gli SMS inizialmente hanno ricevuto una copertura mediatica negativa in molte parti d'Europa in quanto una nuova forma di spam poiché alcuni inserzionisti hanno acquistato elenchi e inviato contenuti non richiesti ai telefoni dei consumatori; tuttavia, poiché le linee guida sono state messe in atto dagli operatori di telefonia mobile, gli SMS sono diventati il ramo più popolare del settore del Mobile Marketing con diversi 100 milioni di SMS pubblicitari inviati ogni mese nella sola Europa. Ciò è in parte dovuto al fatto che i messaggi SMS sono indipendenti dall'hardware: possono essere consegnati praticamente a qualsiasi telefono cellulare, smartphone o feature phone e accessibili senza Wi-Fio connessione dati mobile. Questo è importante da notare poiché nel 2017 ci sono oltre 5 miliardi di abbonati unici di telefoni cellulari in tutto il mondo, che rappresenta circa il 66% della popolazione mondiale.
L'SMS marketing ha strategie di marketing sia in entrata che in uscita. Il marketing in entrata si concentra sulla generazione di lead e il marketing in uscita si concentra sull'invio di messaggi per vendite, promozioni, concorsi, donazioni, votazioni di programmi televisivi, appuntamenti e promemoria di eventi.
Ci sono 5 componenti chiave per il marketing via SMS: ID mittente, dimensione del messaggio, struttura del contenuto, conformità allo spam e consegna del messaggio.

### ID mittente
Un ID mittente è il nome o il numero che identifica chi è il mittente. Per scopi commerciali, i numeri virtuali, i codici funzione, l'hosting della SIM e i nomi personalizzati sono più comunemente usati e possono essere affittati tramite provider di SMS di massa.

#### Numeri virtuali condivisi
Come suggerisce il nome, i numeri virtuali condivisi sono condivisi da molti mittenti diversi. Di solito sono gratuiti, ma non possono ricevere risposte SMS e il numero cambia di volta in volta senza preavviso o consenso. I mittenti possono avere diversi numeri virtuali condivisi in giorni diversi, il che potrebbe renderlo confuso o inaffidabile per i destinatari a seconda del contesto. Ad esempio, i numeri virtuali condivisi possono essere adatti per i messaggi di testo con autenticazione a 2 fattori, poiché i destinatari si aspettano spesso questi messaggi di testo, che sono spesso attivati dalle azioni compiute dai destinatari. Ma per i messaggi di testo che il destinatario non si aspetta, come una promozione delle vendite, potrebbe essere preferito un numero virtuale dedicato.

#### Numeri virtuali dedicati
Per evitare di condividere numeri con altri mittenti e per il riconoscimento del marchio e la coerenza dei numeri, noleggiare un numero virtuale dedicato, noto anche come codice lungo o numero lungo (formato numerico internazionale, ad es. +44 7624 805000 o formato numerico USA, ad esempio 757 772 8555), è un'opzione praticabile. A differenza di un numero condiviso, può ricevere risposte SMS. I mittenti possono scegliere da un elenco di numeri virtuali dedicati disponibili da un provider di SMS di massa. I prezzi per i numeri virtuali dedicati possono variare. Alcuni numeri, spesso chiamati numeri Gold, sono più facili da riconoscere e quindi più costosi da affittare. I mittenti possono anche essere creativi e scegliere un numero vanity. Questi numeri compongono una parola utilizzando la tastiera, come + 1- (123) -ANUMBER.

#### Short codes
I codici brevi offrono funzionalità molto simili a un numero virtuale dedicato, ma sono numeri di cellulare brevi di solito di 5-6 cifre. La loro durata e disponibilità sono diverse in ogni paese. Questi sono generalmente più costosi e sono comunemente usati da imprese e organizzazioni governative. Per la messaggistica di massa, i codici brevi sono preferiti a un numero virtuale dedicato a causa della loro maggiore produttività e sono ottimi per le campagne e le emergenze sensibili al tempo.
In Europa la prima campagna di shortcode SMS cross-carrier è stata condotta da Txtbomb nel 2001 per un rilascio della Island Records, in Nord America è stata la Labatt Brewing Company nel 2002. Negli ultimi anni i codici brevi mobili sono diventati sempre più popolari come nuovo canale per comunicare al consumatore mobile. I marchi hanno iniziato a trattare il codice funzione mobile come un nome di dominio mobile che consente al consumatore di inviare messaggi di testo al marchio durante un evento, in negozio e da qualsiasi media tradizionale.

#### Hosting SIM
L'hosting fisico e virtuale della SIM consente di utilizzare un numero di cellulare fornito da un operatore per la ricezione di SMS come parte di una campagna di marketing. La SIM associata al numero è ospitata da un provider di SMS di massa. Con l'hosting fisico della SIM, una SIM è fisicamente ospitata in un modem GSM e gli SMS ricevuti dalla SIM vengono inoltrati al cliente. Con l'hosting della SIM virtuale, la SIM viene trasferita sulla rete mobile partner del provider di SMS Bulk e gli SMS inviati al numero di cellulare vengono instradati dalla rete SS7 della rete mobile a un SMSC o gateway mobile virtuale, quindi al cliente.

#### Mittente ID personalizzato
Un ID mittente personalizzato, noto anche come ID mittente alfanumerico, consente agli utenti di impostare un nome aziendale come ID mittente per i messaggi unidirezionali da organizzazione a consumatore. È supportato solo in alcuni paesi e contiene fino a 11 caratteri e supporta lettere ASCII maiuscole e minuscole e cifre 0-9. I mittenti non sono autorizzati a utilizzare solo cifre in quanto ciò imiterebbe uno shortcode o un numero virtuale a cui non hanno accesso. I fornitori affidabili di SMS di massa controlleranno in anticipo gli ID mittente dei clienti per assicurarsi che i mittenti non li stiano abusando o abusando.

### Dimensione del messaggio
La dimensione del messaggio determinerà quindi il numero di messaggi SMS inviati, il che determina la quantità di denaro speso per la commercializzazione di un prodotto o servizio. Non tutti i caratteri in un messaggio hanno le stesse dimensioni.
| Conteggio dei caratteri | Tipo di carattere                        |
| ----------------------- | ---------------------------------------- |
| 1                       | Carattere GSM standard                   |
| 1                       | Spazio                                   |
| 1                       | Interruzione di linea                    |
| 2                       | Caratteri di escape (ad es. ^ € {} [] ~) |

Un singolo messaggio SMS ha una dimensione massima di 1120 bit. Questo è importante perché ci sono due tipi di codifiche dei caratteri, GSM e Unicode. Le lingue latine come l'inglese sono codifiche basate su GSM, che sono 7 bit per carattere. È qui che i messaggi di testo in genere ottengono il loro limite di 160 caratteri per SMS. I messaggi lunghi che superano questo limite vengono concatenati. Sono suddivisi in messaggi più piccoli, che vengono ricombinati dal telefono ricevente.
I messaggi concatenati possono contenere solo 153 caratteri invece di 160. Ad esempio, un messaggio di 177 caratteri viene inviato come 2 messaggi. Il primo viene inviato con 153 caratteri e il secondo con 24 caratteri. Il processo di concatenazione di SMS può avvenire fino a 4 volte per la maggior parte dei provider di SMS di massa, il che consente ai mittenti un messaggio massimo di 612 caratteri per campagna.
Le lingue non latine, come il cinese, e anche gli emoji utilizzano un diverso processo di codifica chiamato Unicode o Unicode Transformation Format (UTF-8). Ha lo scopo di comprendere tutti i personaggi per l'efficienza, ma ha un avvertimento. Ogni carattere Unicode ha una dimensione di 16 bit, il che richiede più informazioni per l'invio, limitando quindi i messaggi SMS a 70 caratteri. Anche i messaggi che superano i 70 caratteri vengono concatenati. Questi messaggi possono contenere 67 caratteri e possono essere concatenati fino a 4 volte per un massimo di 268 caratteri.
| Numero di SMS | Numero massimo di caratteri GSM | Numero massimo di caratteri Unicode |
| ------------- | ------------------------------- | ----------------------------------- |
| 1 regolare    | 160                             | 70                                  |
| 2 concatenati | 306                             | 134                                 |
| 3 concatenati | 459                             | 201                                 |
| 4 concatenati | 612                             | 268                                 |

### Struttura dei contenuti
Gli elementi speciali che possono essere inseriti all'interno di un messaggio di testo includono:
- Caratteri UTF-8: invia SMS in diverse lingue, caratteri speciali o emoji
- Parole chiave: utilizza parole chiave per attivare una risposta automatica
- Link: monitora facilmente le campagne utilizzando URL abbreviati per pagine di destinazione personalizzate
- Elementi interattivi: immagini, animazioni, audio o video

Inviare messaggi di testo è semplice, tuttavia quando si tratta di marketing via SMS: ci sono molte strutture di contenuto diverse che possono essere implementate. I tipi di messaggi più diffusi includono avvisi di vendita, promemoria, parole chiave e servizi di messaggistica multimediale (MMS).

#### Avvisi di vendita tramite SMS
Gli avvisi di vendita sono la forma più semplice di marketing via SMS. Sono generalmente utilizzati per svendite, vendite flash e promozioni speciali. I messaggi tipici includono codici coupon e informazioni come date di scadenza, prodotti e collegamenti a siti Web per ulteriori informazioni.

#### Promemoria SMS
I promemoria sono comunemente usati nei settori basati su appuntamenti o per eventi ricorrenti. Alcuni mittenti scelgono di chiedere ai destinatari di rispondere al testo del promemoria con una parola chiave SMS per confermare l'appuntamento. Questo può davvero aiutare a migliorare il flusso di lavoro del mittente e ridurre gli appuntamenti persi, portando a una maggiore produttività e ricavi.

#### Parole chiave SMS
Ciò consente alle persone di inviare una parola chiave personalizzata a un numero virtuale o shortcode dedicato. Tramite parole chiave personalizzate, gli utenti possono aderire a un servizio con il minimo sforzo. Una volta attivata una parola chiave, è possibile impostare un autorisponditore per guidare l'utente al passaggio successivo. Possono anche attivare diverse funzioni, che includono la partecipazione a un concorso, l'inoltro a un'e-mail o un numero di cellulare, chat di gruppo e l'invio di una risposta automatica.

### Conformità allo spam
Analogamente all'email, gli SMS hanno leggi anti-spam che differiscono da paese a paese. Come regola generale, è importante ottenere l'autorizzazione del destinatario prima di inviare qualsiasi messaggio di testo, in particolare un tipo di messaggio di marketing SMS. L'autorizzazione può essere ottenuta in vari modi, tra cui consentire a potenziali clienti o clienti di: spuntare una casella di controllo di autorizzazione su un sito Web, compilare un modulo o ottenere un accordo verbale.
Nella maggior parte dei paesi, i mittenti di SMS devono identificarsi come nome dell'azienda all'interno del messaggio di testo iniziale. L'identificazione può essere inserita nell'ID mittente o nella copia del corpo del messaggio. Le leggi sulla prevenzione dello spam possono essere applicate anche ai messaggi di marketing SMS, che devono includere un metodo per disattivare i messaggi.
Un criterio chiave per la fornitura è che il consumatore scelga il servizio. Gli operatori di telefonia mobile richiedono un doppio opt in da parte del consumatore e la possibilità per il consumatore di rinunciare al servizio in qualsiasi momento inviando la parola STOP tramite SMS. Queste linee guida sono stabilite nel CTIA Playbook e nelle MMA Consumer Best Practices Guidelines che sono seguite da tutti i venditori di telefonia mobile negli Stati Uniti.

### Consegna dei messaggi
Al livello più semplice, l'infrastruttura SMS è costituita da server speciali che dialogano tra loro, utilizzando un software chiamato Short Message Service Center (SMSC) che utilizza un protocollo speciale chiamato Short Message Peer to Peer (SMPP).
Attraverso le connessioni SMPP, i fornitori di SMS di massa (noti anche come gateway SMS) come quelli sopra menzionati possono inviare messaggi di testo ed elaborare risposte SMS e conferme di consegna.
Quando un utente invia messaggi tramite un provider di SMS in blocco, vengono consegnati all'operatore del destinatario tramite una connessione ON-NET o la rete SS7 internazionale.

#### Rete SS7
Gli operatori di tutto il mondo sono collegati da una rete nota come Signaling System # 7. Viene utilizzato per scambiare informazioni relative a telefonate, traduzioni di numeri, sistemi di fatturazione prepagati ed è la spina dorsale degli SMS. SS7 è ciò che i vettori di tutto il mondo usano per parlare tra loro.

#### Routing ON-NET
Il routing ON-NET è la forma di messaggistica più diffusa a livello globale. È il modo più affidabile e preferibile per le telecomunicazioni/i gestori di ricevere messaggi, poiché i messaggi dal provider di SMS in blocco vengono inviati loro direttamente. Per i mittenti che necessitano di coerenza e affidabilità, la ricerca di un provider che utilizzi il routing ON-NET dovrebbe essere l'opzione preferita.

#### Grey Routing
Gray Routing è un termine dato ai messaggi inviati a vettori (spesso offshore) che hanno accordi di interconnessione a basso costo con altri vettori. Invece di inviare i messaggi direttamente al vettore previsto, alcuni fornitori di SMS di massa lo inviano a un vettore offshore, che inoltrerà il messaggio al vettore previsto. A scapito della coerenza e dell'affidabilità, questa rotatoria è più economica e queste rotte possono scomparire senza preavviso e sono più lente. A molti operatori non piace questo tipo di instradamento e spesso li bloccano con i filtri impostati nei loro SMSC.

#### Routing ibrido
Alcuni provider di SMS di massa hanno la possibilità di combinare un routing grigio più affidabile su operatori di valore inferiore con le loro offerte ON-NET. Se le rotte sono gestite correttamente, i messaggi possono essere recapitati in modo affidabile. Il routing ibrido è più comune per i messaggi di marketing SMS, dove la tempestività e la consegna affidabile sono meno problematiche.

### Fornitori di servizi SMS
Il modo più semplice ed efficiente per inviare una campagna di marketing SMS è tramite un fornitore di servizi SMS di massa. I provider di SMS di livello aziendale di solito consentono ai nuovi clienti la possibilità di registrarsi per un account di prova gratuito prima di impegnarsi sulla loro piattaforma. Le aziende rispettabili offrono anche conformità gratuita allo spam, rapporti in tempo reale, tracciamento dei collegamenti, API SMS, più opzioni di integrazione e una garanzia di consegna del 100%. La maggior parte dei provider può fornire abbreviazioni di link e analisi integrate per monitorare il ritorno sull'investimento di ciascuna campagna.
A seconda del fornitore di servizi e del paese, ogni messaggio di testo può costare fino a pochi centesimi ciascuno. I mittenti che intendono inviare molti messaggi di testo al mese o all'anno possono ottenere sconti dai fornitori di servizi.
Poiché le leggi sullo spam variano da paese a paese, i provider di servizi SMS di solito sono specifici della località. Questo è un elenco delle società di SMS più popolari e rispettabili in ogni continente, con alcune informazioni sul numero di telefoni in uso. È importante notare che anche i prezzi dei messaggi, la consegna dei messaggi e le offerte di servizi differiranno notevolmente da paese a paese.

#### Africa
| Nazione   | # Cellulari | Fornitori di SMS popolari                              |
| --------- | ----------- | ------------------------------------------------------ |
| Nigeria   | 167.371.945 | Express Bulk SMS, SMS Portal Nigeria, Bulk SMS Nigeria |
| Sudafrica | 59.474.500  | SMS Portal, CM.com, Clickatell                         |
| Algeria   | 33.000.000  | Innovative Txt, Broad Net SMS, My Cool SMS             |

#### Asia
| Nazione   | # Cellulari   | Fornitori di SMS popolari                                                               |
| --------- | ------------- | --------------------------------------------------------------------------------------- |
| Cina      | 1.321.930.000 | Bysoft, EzTexting, Web2Asia                                                             |
| India     | 1.162.470.432 | ACL Mobile Ltd,SMS Gateway Hub, SMS Gateway Center, Txt Local, Tubelight Communications |
| Indonesia | 236.800.000   | Thai Bulk SMS, One Way SMS, Bulk SMS                                                    |
| Iran      | 78.600.000    | Medianasms                                                                              |

#### Australia/Oceania
| Nazione       | # Cellulari | Fornitori di SMS popolari             |
| ------------- | ----------- | ------------------------------------- |
| Australia     | 20.570.000  | ClickSend, Message Media, SMS Central |
| Nuova Zelanda | 4.761.000   | Texta, Burst SMS, ClickSend           |

#### Nord America
| Nazione               | # Cellulari | Fornitori di SMS popolari               |
| --------------------- | ----------- | --------------------------------------- |
| Stati Uniti d'America | 327.577.529 | Twilio, Message Bird, Tatango           |
| Messico               | 101.339.000 | Nextel, Active Campaign, Expert Texting |
| Canada                | 31.210.628  | Simply Cast, Modis Club, Clickatell     |

#### Europa
| Nazione     | # Cellulari | Fornitori di SMS popolari             |
| ----------- | ----------- | ------------------------------------- |
| Germania    | 107.000.000 | Txt Nation, Message Mobile, Burst SMS |
| Italia      | 88.580.000  | Vola, E-BC, KDEV SMS                  |
| Regno Unito | 83.100.000  |                                       |

#### Sud America
| Nazione   | # Cellulari | Fornitori di SMS popolari               |
| --------- | ----------- | --------------------------------------- |
| Brasile   | 284.200.000 | Clickatell, Bulk SMS, Txt Nation        |
| Argentina | 56.725.200  | Innovative Txt, Intis Telecom, Via Nett |
| Colombia  | 57.900.472  | SMS Gateway, Clickatell, Bulk SMS       |

## MMS
Il mobile marketing MMS può contenere una presentazione temporizzata di immagini, testo, audio e video. Questo contenuto mobile viene fornito tramite MMS (Multimedia Message Service). Quasi tutti i nuovi telefoni prodotti con uno schermo a colori sono in grado di inviare e ricevere messaggi MMS standard. I marchi sono in grado di inviare (terminazione mobile) e ricevere contenuti ricchi (originati da dispositivi mobili) tramite reti mobili MMS A2P (application-to-person) agli abbonati mobili. In alcune reti, i marchi sono anche in grado di sponsorizzare messaggi inviati P2P (da persona a persona).
Un tipico messaggio MMS basato sulla codifica GSM può contenere fino a 1500 caratteri, mentre uno basato su Unicode può contenere fino a 500 caratteri. I messaggi più lunghi del limite vengono troncati e non concatenati come un SMS.
Buoni esempi di campagne di marketing MMS originate da dispositivi mobili sono le campagne in corso di Motorola presso le sedi di House of Blues, dove il marchio consente al consumatore di inviare le proprie foto mobili alla lavagna LED in tempo reale e di pubblicare le proprie immagini in un blog online.

## Notifiche push
Le notifiche push sono state introdotte per la prima volta negli smartphone da Apple con il servizio di notifica push nel 2009. Per i dispositivi Android, Google ha sviluppato Android Cloud to Messaging o C2DM nel 2010. Google ha sostituito questo servizio con Google Cloud Messaging nel 2013. Comunemente denominato GCM, Google Cloud Messaging è stato il successore di C2DM, apportando miglioramenti all'autenticazione e alla consegna, nuovi endpoint API e parametri di messaggistica e la rimozione delle limitazioni sulle velocità di invio delle API e sulle dimensioni dei messaggi. È un messaggio che compare su un dispositivo mobile. È la consegna di informazioni da un'applicazione software a un dispositivo informatico senza alcuna richiesta da parte del cliente o dell'utente. Sembrano notifiche SMS ma vengono raggiunti solo dagli utenti che hanno installato l'app. Le specifiche variano per gli utenti iOS e Android. Gli SMS e le notifiche push possono far parte di una strategia di marketing mobile in entrata ben sviluppata.
Secondo la società di mobile marketing Leanplum, Android vede tassi di apertura doppi rispetto a quelli su iOS. Android vede tassi di apertura del 3,48% per le notifiche push, rispetto a iOS che ha tassi di apertura dell'1,77%.

## Marketing basato su app
Con la forte crescita dell'uso degli smartphone, anche l'utilizzo delle app è notevolmente aumentato. Il numero annuale di download di app per dispositivi mobili negli ultimi anni è cresciuto in modo esponenziale, con centinaia di miliardi di download nel 2018 e il numero di download che si prevede aumenterà entro il 2022. Pertanto, i professionisti del marketing mobile hanno sempre più sfruttato le app per smartphone come risorsa di marketing. Gli esperti di marketing mirano a ottimizzare la visibilità di un'app in un negozio, massimizzando il numero di download. Questa pratica si chiama App Store Optimization (ASO).
Anche in questo campo c'è molta concorrenza. Tuttavia, proprio come altri servizi, non è più facile governare il mercato delle applicazioni mobili. La maggior parte delle aziende ha riconosciuto il potenziale delle app mobili per aumentare l'interazione tra un'azienda e i suoi clienti target. Con il rapido progresso e la crescita del mercato degli smartphone, lo sviluppo di app mobili di alta qualità è essenziale per ottenere una posizione forte in un app store mobile.
Qui ci sono diversi modelli per il marketing di APP.
1. Modalità di contenuto incorporato Per la maggior parte al momento, l'APP di download dall'APP store è gratuita, per le imprese di sviluppo di APP, ha bisogno di un modo per fluire per liquidare, pubblicità impiantabile e APP combina marketing di contenuti e personaggi di gioco per integrare perfettamente l'esperienza dell'utente, in modo da migliorare i risultati pubblicitari. Con queste app scaricabili gratuitamente, gli sviluppatori utilizzano gli acquisti in-app o l'abbonamento per trarne profitto.
2. La modalità di impianto della pubblicità del modello pubblicitario è una modalità di marketing comune nella maggior parte delle applicazioni APP. Tramite banner pubblicitari, annunci per i consumatori o pubblicità in-screen, gli utenti salteranno alla pagina specificata e visualizzeranno il contenuto pubblicitario quando gli utenti fanno clic. Questo modello è più intuitivo e può attirare rapidamente l'attenzione degli utenti.
3. La modalità di partecipazione dell'utente si applica principalmente al trapianto di siti Web e all'APP del marchio. L'azienda pubblica l'APP del proprio marchio nell'APP store affinché gli utenti possano scaricarla, in modo che gli utenti possano comprendere meglio le informazioni sull'azienda o sul prodotto in modo intuitivo. Come strumento pratico, questa APP offre grande comodità alla vita degli utenti. La modalità di riferimento utente consente agli utenti di vivere un'esperienza più intima, in modo che gli utenti possano comprendere il prodotto, migliorare l'immagine del marchio dell'azienda e cogliere il cuore dell'utente.
4. La modalità incorporata del sito Web di acquisto è la tradizionale piattaforma di offerta di business elettrico su Internet nell'APP mobile, che consente agli utenti di sfogliare le informazioni sulle merci sempre e ovunque, ordine di acquisto e monitoraggio degli ordini. Questo modello ha promosso la trasformazione delle tradizionali imprese di e-commerce dallo shopping ai canali Internet mobili, che è un modo necessario per utilizzare l'APP mobile per lo sviluppo interattivo online e offline, come Amazon, eBay e così via. I vari modelli di cui sopra per i metodi di marketing più diffusi, per quanto riguarda i dettagli, mentre non sono menzionati troppo, ma la speranza può aiutare il marketing APP ad avere una comprensione preliminare, e sulla strada più a piedi più lontano nel marketing.

## Mobile marketing in-game
Ci sono essenzialmente tre tendenze principali nei giochi mobili in questo momento: giochi 3D interattivi in tempo reale, enormi giochi multi-player e giochi di social networking. Ciò significa una tendenza verso un gioco più complesso, più sofisticato e più ricco. Dall'altro ci sono i cosiddetti casual games, cioè giochi molto semplici e molto facili da giocare. La maggior parte dei giochi per dispositivi mobili oggi sono giochi casuali e questo probabilmente rimarrà tale per un bel po' 'a venire.
I marchi ora stanno distribuendo messaggi promozionali all'interno di giochi per dispositivi mobili o sponsorizzando interi giochi per stimolare il coinvolgimento dei consumatori. Questo è noto come gioco pubblicitario per dispositivi mobili o gioco per dispositivi mobili finanziato dalla pubblicità.
Nel marketing mobile in-game, gli inserzionisti pagano per avere il loro nome o i loro prodotti presenti nei giochi mobili. Ad esempio, i giochi di corse possono presentare vere auto prodotte da Ford o Chevy. Gli inserzionisti sono stati sia creativi che aggressivi nei loro tentativi di integrare gli annunci in modo organico nei giochi per cellulari.
Sebbene l'investimento in strategie di marketing mobile come l'advergaming sia leggermente più costoso di quanto previsto per un'app mobile, una buona strategia può far sì che il marchio ottenga entrate sostanziali. I giochi che utilizzano l'advergaming fanno sì che gli utenti ricordino meglio il marchio coinvolto. Questa memorizzazione aumenta la viralità del contenuto in modo che gli utenti tendano a consigliarli ad amici e conoscenti e a condividerli tramite i social network.
Una forma di pubblicità mobile in-game è ciò che consente ai giocatori di giocare effettivamente. Come nuova ed efficace forma di pubblicità, consente ai consumatori di provare il contenuto prima di installarlo effettivamente. Questo tipo di marketing può anche attirare l'attenzione degli utenti come i giocatori occasionali. Queste pubblicità offuscano i confini tra gioco e pubblicità e forniscono ai giocatori un'esperienza più ricca che consente loro di trascorrere il loro tempo prezioso interagendo con la pubblicità.
Questo tipo di pubblicità non è solo interessante, ma porta anche alcuni vantaggi ai professionisti del marketing. Poiché questo tipo di marketing mobile in-gaming può creare tassi di conversione più efficaci perché sono interattivi e hanno velocità di conversione più elevate rispetto alla pubblicità generale. Inoltre, i giochi possono anche offrire un valore a vita più elevato. Misurano la qualità del consumatore in anticipo per fornire un'esperienza più approfondita, Quindi questo tipo di pubblicità può essere più efficace nel migliorare la vischiosità dell'utente rispetto ai canali pubblicitari come storie e video.

### Codici QR
Codici a barre bidimensionali che vengono scansionati con una fotocamera del telefono cellulare. Possono indirizzare un utente alla particolare pagina web pubblicitaria a cui è associato un codice QR. I codici QR vengono spesso utilizzati nella ludicizzazione mobile quando appaiono come sorprese durante un gioco di app per dispositivi mobili e indirizzano gli utenti alla pagina di destinazione specifica. Tali codici sono anche un ponte tra offline e online tramite dispositivi mobili: le aziende stampano codici QR su poster promozionali, opuscoli, cartoline e altro materiale pubblicitario fisico. QR InfoPoint, è stato il primo sito specializzato nell'uso di QR code per il marketing, offrendo risorse e soluzioni innovative in questo settore.

## Bluetooth
La tecnologia Bluetooth è una comunicazione digitale wireless a corto raggio che consente ai dispositivi di comunicare senza i cavi RS-232 ora sostituiti.

## Sistemi di prossimità
Il marketing mobile tramite sistemi di prossimità, o marketing di prossimità, si basa su GSM 03.41 che definisce il servizio di messaggi brevi - Cell Broadcast. SMS-CB consente la trasmissione di messaggi (come pubblicità o informazioni pubbliche) a tutti gli utenti mobili in una determinata area geografica. Nelle Filippine, i sistemi di trasmissione di prossimità basati su GSM vengono utilizzati da agenzie governative selezionate per la diffusione di informazioni sui programmi basati sulla comunità gestiti dal governo per trarne vantaggio dalla sua portata e popolarità (Filippineha il più alto traffico di SMS al mondo). Viene anche utilizzato per il servizio commerciale noto come Proxima SMS. Bluewater, un centro commerciale superregionale nel Regno Unito, ha un sistema basato su GSM fornito da NTL per aiutare la sua copertura GSM per le chiamate, inoltre consente a ogni cliente con un telefono cellulare di essere tracciato attraverso il centro in cui si recano e per i negozi per quanto. Il sistema consente di inviare al telefono testi di offerte speciali. Ad esempio, un rivenditore potrebbe inviare un messaggio di testo mobile a quei clienti nel proprio database che hanno aderito, che si trovano a camminare in un centro commerciale. Quel messaggio potrebbe dire "Risparmia il 50% nei prossimi 5 minuti solo se acquisti dal nostro negozio". La società di snack Mondelez International, produttrice di prodotti Cadbury e Oreo, si è impegnata a esplorare la messaggistica basata sulla prossimità citando significativi guadagni nell'influenza del punto di acquisto.

## Servizi basati sulla posizione
I servizi basati sulla posizione (LBS) sono offerti da alcune reti di telefoni cellulari come un modo per inviare pubblicità personalizzata e altre informazioni agli abbonati di telefoni cellulari in base alla loro posizione corrente. Il fornitore di servizi di telefonia cellulare ottiene la posizione da un chip GPS integrato nel telefono o utilizzando la radiolocalizzazione e la trilaterazione in base alla potenza del segnale delle torri di telefonia cellulare più vicine (per telefoni senza funzioni GPS). Nel Regno Unito, che ha lanciato i servizi di localizzazione nel 2003, le reti non utilizzano la trilaterazione; LBS utilizza una singola stazione base, con un "raggio" di imprecisione, per determinare la posizione di un telefono.
Alcuni servizi basati sulla posizione funzionano senza la tecnica di localizzazione GPS, ma trasmettono invece contenuti tra dispositivi peer-to-peer.
Esistono vari metodi per consentire alle aziende di utilizzare la posizione di un dispositivo.
1. Localizzatori di negozi.
Utilizzando il feedback basato sulla posizione, la posizione del negozio più vicino può essere trovata rapidamente dai clienti al dettaglio.
2. Marketing basato sulla prossimità.
Le aziende possono fornire annunci pubblicitari semplicemente a individui nella stessa posizione geografica.
I servizi basati sulla posizione inviano annunci ai potenziali clienti dell'area che possono veramente intervenire sulle informazioni.
3.Informazioni di viaggio.
I servizi basati sulla posizione possono fornire informazioni sull'ora effettiva per gli smartphone, come le condizioni del traffico e le previsioni del tempo, quindi i clienti possono fare il piano.
4.Assistenza stradale.
In caso di incidenti stradali improvvisi, la società di assistenza stradale può sviluppare un'app per tracciare la posizione del cliente in tempo reale senza navigazione.

## Messaggio vocale senza suoneria
Il progresso delle tecnologie mobili ha consentito la possibilità di lasciare un messaggio di posta vocale su un telefono cellulare senza far squillare la linea. La tecnologia è stata sperimentata da VoAPP, che ha utilizzato la tecnologia in collaborazione con operatori live come servizio di recupero crediti. La FCC ha stabilito che la tecnologia è conforme a tutte le normative. CPL ha ampliato la tecnologia esistente per consentire un processo completamente automatizzato, compresa la sostituzione di operatori in tempo reale con messaggi preregistrati.

## Media controllati dall'utente
Il mobile marketing differisce dalla maggior parte delle altre forme di comunicazione di marketing in quanto spesso è un messaggio avviato dall'utente (consumatore) (originato da dispositivo mobile o MO) e richiede l'espresso consenso del consumatore per ricevere comunicazioni future. Una chiamata consegnata da un server (azienda) a un utente (consumatore) viene chiamata messaggio di terminazione mobile (MT). Questa infrastruttura indica una tendenza stabilita dal marketing mobile delle comunicazioni di marketing controllate dai consumatori.
A causa delle richieste di più media controllati dagli utenti, i fornitori di infrastrutture di messaggistica mobile hanno risposto sviluppando architetture che offrono applicazioni agli operatori con maggiore libertà per gli utenti, rispetto ai media controllati dalla rete. Insieme a questi progressi verso Mobile Messaging 2.0 controllato dall'utente, sono stati implementati eventi di blog in tutto il mondo per lanciare popolarità negli ultimi progressi della tecnologia mobile. Nel giugno 2007, Airwide Solutions è diventata lo sponsor ufficiale del blog Mobile Messaging 2.0 che fornisce le opinioni di molti attraverso la discussione sulla mobilità in libertà.

## Problemi di privacy
La pubblicità per dispositivi mobili è diventata sempre più popolare. Tuttavia, alcuni annunci per dispositivi mobili vengono inviati senza l'autorizzazione richiesta del consumatore causando violazioni della privacy. Dovrebbe essere chiaro che, indipendentemente dal modo in cui i messaggi pubblicitari sono progettati e quante possibilità aggiuntive forniscono, se i consumatori non hanno fiducia che la loro privacy sarà protetta, ciò ne ostacolerà la diffusione. Ma se i messaggi provengono da una fonte in cui l'utente è iscritto a un programma di relazione/fedeltà, la privacy non è considerata violata e anche le interruzioni possono generare avviamento.
La questione della privacy è diventata ancora più importante come lo era prima con l'arrivo delle reti di dati mobili. Una serie di nuove importanti preoccupazioni sono emerse principalmente dal fatto che i dispositivi mobili sono intimamente personali e sono sempre con l'utente, e possono essere identificate quattro preoccupazioni principali: spam mobile, identificazione personale, informazioni sulla posizione e sicurezza wireless. La presenza aggregata di utenti di telefoni cellulari potrebbe essere monitorata in modo da preservare la privacy.
Spesso è stato anche sollevato il rischio che il microfono e la telecamera dello smartphone possano essere utilizzati in modo fraudolento per attività di mobile marketing e advertising, in particolare per identificare gli interessi dell'utente e mostrare quindi messaggi e iniziative di marketing che possano risultare interessanti. Non esistono prove di utilizzo a tappeto del microfono e della telecamera senza informare l'utente, anche se sono stati rivelati alcuni casi limitati in cui questo è successo.

## Classificazione
Kaplan classifica il mobile marketing in base al grado di conoscenza del consumatore e al fattore scatenante della comunicazione in quattro gruppi: estranei, groupie, vittime e clienti. La conoscenza del consumatore può essere alta o bassa e, a seconda del grado, le organizzazioni possono personalizzare i propri messaggi per ogni singolo utente, in modo simile all'idea del marketing one-to-one. Per quanto riguarda l'innesco della comunicazione, Kaplan distingue tra comunicazione push, avviata dall'organizzazione, e comunicazione pull, avviata dal consumatore. All'interno del primo gruppo (scarsa conoscenza/push), le organizzazioni trasmettono un messaggio generale a un gran numero di utenti mobili. Dato che l'organizzazione non può sapere quali clienti sono stati alla fine raggiunti dal messaggio, questo gruppo viene definito "estraneo". All'interno del secondo gruppo (scarsa conoscenza/attrazione), i clienti scelgono di ricevere informazioni ma non si identificano quando lo fanno. Le organizzazioni quindi non sanno con quali clienti specifici si tratta esattamente, motivo per cui questa coorte è chiamata "groupies". Nel terzo gruppo (alta conoscenza/push) denominato "vittime", le organizzazioni conoscono i propri clienti e possono inviare loro messaggi e informazioni senza prima chiedere il permesso. L'ultimo gruppo (alta conoscenza/attrazione), i "clienti" copre le situazioni in cui i clienti danno attivamente il permesso di essere contattati e forniscono informazioni personali su se stessi, il che consente la comunicazione uno a uno senza correre il rischio di infastidirli.